# علی‌اصغر اسفندیارپور
علی‌اصغر اسفندیارپور (متولد ۱۳۳۴ در کوهدشت) نماینده دوره دوم مجلس شورای اسلامی از حوزه انتخابیه کوهدشت، فرمانده سابق سپاه پاسداران شهرستان کوهدشت، مشاور سابق وزیر آموزش و پرورش، مدیر کل سابق اداره آموزش و پرورش استان لرستان، مشاور سابق بنیاد شهید و امور ایثارگران، بوده‌است.
- رقابت های متشنج بین اسفندیار پور و شاهرخی قبادی در رقابت های تبلیغاتی انتخابات های مجلس دوم و سوم و ترویج یک نوع سیاستزدگی به جای مدیریت سیاسی و ترویج یک نوع فرهنگ سیاسی متصلب،عوامفریب و جوزدگی، که رقابت ها را تبدیل به نزاع و درگیری بین مردم مستضعف شهرستان کوهدشت و رومشگان و این درگیرها سالها منجر به کشته شدن چند نفر.زخمی شدن.قطع عضو.نابینا شدن دو نوجوان ویلچری شدن یک پسر ۱۲ ساله که الان مرد میانسالی در کوهدشت است و اختلاف های قومی و حتی خانوادگی که تا به امروز این دشمنی ها ادامه دارد.
- نقل است به دستور مقام معظم رهبری آقای اسفندیاری و شاهرخی نمی توانند در انتخابات مجلس با هم ثبت نام و رقابت کنند و این دو نفر هیچ وقت با هم در انتخابات رقابت و ثبت نام نکردند.
- باندبازی.اختلاف افکنی و پایه گذاری بسیاری از نزاع های سیاسی و فرهنگ های اشتباه سیاسی از نتایج  مدیریت آقای اسفندیاری و شاهرخی قباد ی است